# Kim Johnson (femme politique)
Pour les articles homonymes, voir Kim Johnson.
Kim Marie Johnson (née en 1960) est une femme politique du parti travailliste britannique. Elle est députée pour Liverpool Riverside depuis 2019. Elle est la première députée noire de Liverpool,.

## Début de carrière
Avant de devenir députée, Johnson est déléguée syndicale chez Unison. Elle occupe le poste de responsable de la diversité créative au sein de l'équipe de candidature de la capitale de la culture, représentant la communauté noire la plus ancienne du pays.

## Carrière parlementaire
Le 4 novembre 2019, Johnson est sélectionnée comme candidate travailliste pour Liverpool Riverside. Elle remplace Louise Ellman après que cette dernière ait choisi de quitter le parti sur la question de l'Antisémitisme. Elle est élue aux élections générales de 2019, remportant 41170 voix, soit 78,0% des voix. Elle siège au Comité des femmes et des égalités, au Comité de l'éducation et au Comité consultatif des conférenciers sur les œuvres d'art.
Le 15 octobre 2020, Johnson démissionne de son poste de PPS d'Angela Rayner pour voter contre le projet de loi sur les sources secrètes du renseignement humain (conduite criminelle), en désaccord avec les consignes travaillistes de s'abstenir.